# Hiba Abouk
Hiba Abouk, właśc. Hiba Aboukhris Benshimane (ur. 30 października 1986 w Madrycie) – hiszpańska aktorka telewizyjna i filmowa pochodzenia libijsko-tunezyjskiego.

## Młodość i kariera aktorska
Hiba Abouk urodziła się w Madrycie jako najmłodsza z czworga rodzeństwa. Po ojcu ma pochodzenie libijskie, zaś po matce tunezyjskie. Do 18. roku życia uczyła się w Liceum Francuskim w Madrycie (hiszp. Liceo Francés de Madrid), a następnie studiowała filologię arabską oraz uzyskała licencjat w Królewskiej Wyższej Szkole Teatralnej (hiszp. Real Escuela Superior de Arte Dramático, RESAD).
W 2008 roku zadebiutowała jako aktorka, grając drugoplanową rolę w jednym z odcinków serialu komediowego El síndrome de Ulíses. Dwa lata później zagrała poważniejszą rolę we wszystkich odcinkach innego serialu komediowego, La isla de los nominados, emitowanego w telewizji Cuatro. W kolejnych latach kariera Abouk nabrała rozpędu za sprawą ról pierwszoplanowych bohaterek w wielu serialach emitowanych przez hiszpańskie stacje telewizyjne, wśród których była zagrana w 2011 roku epizodyczna rola w hiszpańskiej adaptacji serialu Zdrówko (Cheers), znanej z anteny telewizji Telecinco, i role w dwóch serialach telewizji Antena 3: Candeli w Con el culo al aire oraz Guadalupe we W sercu oceanu (El corazón del océano). W 2014 roku zaczęła grać Fátimę Ben Barek, główną bohaterkę serialu kryminalnego El Principe – dzielnica zła (El Príncipe), emitowanego w telewizji Telecinco, od 2017 roku obecnego także na antenie polskiej telewizji TVP1. W Hiszpanii serial ten cieszy się dużą popularnością, gromadząc przed telewizorami średnio ponad 5 milionów widzów.

## Życie prywatne
Jest pasjonatką flamenco. Potrafi mówić po hiszpańsku, arabsku, włosku, francusku i angielsku.
W 2014 roku, podczas gali wręczenia nagród Cosmopolitan Beauty Awards, przyznawanych przez hiszpańską edycję magazynu „Cosmopolitan”, dostała nagrodę w kategorii „Ikona kobiecego piękna”.
W 2020 roku wyszła za mąż za marokańskiego piłkarza Achrafa Hakimiego, którego poznała dwa lata wcześniej. Ma z nim dwóch synów: Amína (ur. 2020) i Naíma (ur. 2022).

## Filmografia

### Seriale telewizyjne
| Rok       | Tytuł                                     | Postać                 | Informacje dodatkowe |
| --------- | ----------------------------------------- | ---------------------- | -------------------- |
| 2008      | El Síndrome de Ulises                     | Hiba                   | 1 odcinek            |
| 2010      | La isla de los nominados                  | Eva Lys                | 11 odcinków          |
| 2011      | Cheers                                    | Ágata                  | 1 odcinek            |
| 2012–2013 | Con el culo al aire                       | Candela Prieto Soriano | 26 odcinków          |
| 2014      | W sercu oceanu (El corazón del océano)    | Guadalupe              | 6 odcinków           |
| 2014–2016 | El Principe – dzielnica zła (El Príncipe) | Fátima Ben Barek       | 31 odcinków          |
| 2021      | Madres. Amor y vida                       | Raquel Gutiérrez       | 8 odcinków           |
| 2021      | J’ai tué mon mari                         | Laure                  | 6 odcinków           |

### Filmy
| Rok  | Tytuł                 | Postać  | Reżyser                    | Informacje dodatkowe |
| ---- | --------------------- | ------- | -------------------------- | -------------------- |
| 2012 | Pegada a tu almohada  | Marisa  | Mari Navarro               |                      |
| 2014 | Historias de Lavapiés | Rachida | Ramón Luque                |                      |
| 2014 | Terre brulee          | Hiba    |                            | Film krótkometrażowy |
| 2017 | Proyecto tiempo       | Alba    | Isabel Coixet              |                      |
| 2019 | Malek                 | Shoreh  |                            |                      |
| 2020 | Caribe: todo incluído | Alicia  | Miguel García de la Calera |                      |
| 2021 | Manos libres          | Laura   |                            | Film krótkometrażowy |